# خبز ألاسكا
بيكد ألاسكا هي حلوى تتكون من مثلجات وكعك مغطاه بميرانغ بني.